# Open Source Development Labs
Open Source Development Labs (OSDL) var en organisation som förespråkade öppen källkod. OSDL försökte öka användningen av operativsystemkärnan Linux, och linuxkärnan i kombination med operativsystemsmiljön GNU i företag. Organisationen, som grundades år 2000, slogs den 22 januari 2007 ihop med Linux Foundation.